# Dysstroma melaneata
Dysstroma melaneata är en fjärilsart som beskrevs av Ingrid Groth 1941. Dysstroma melaneata ingår i släktet Dysstroma och familjen mätare. Inga underarter finns listade i Catalogue of Life.